# Attacco al potere 2
Attacco al potere 2 (London Has Fallen) è un film del 2016 diretto da Babak Najafi.
La pellicola, con protagonisti Gerard Butler, Morgan Freeman e Aaron Eckhart, è il sequel di Attacco al potere - Olympus Has Fallen del 2013.

## Trama
Gli Stati Uniti d'America si sono ripresi dal precedente attacco nord coreano e vivono un periodo di pace. Mike Banning sta affrontando un periodo molto particolare visto che sta per diventare padre. Nel frattempo il Primo Ministro britannico James Wilson muore in circostanze misteriose e il nuovo governo predispone il suo funerale alla Cattedrale di St. Paul, al quale parteciperanno tutti i leader del mondo occidentale, tra cui il presidente Asher. La capitale inglese si prepara all'evento, schierando in campo molti agenti di sicurezza. Dopo l'arrivo a Londra, il presidente, Banning e il suo staff si dirigono verso la cattedrale con gli altri leader del G8 per assistere alla celebrazione.
Quello che doveva essere l'evento più protetto del mondo si trasforma però in una terribile carneficina: vari mercenari travestiti da poliziotti cominciano infatti a far fuoco sui civili, mentre una granata viene lanciata contro la vettura del Primo ministro canadese Robert Bowman, uccidendolo. Un'altra bomba uccide il Presidente francese Jacques Manard, che si trova in una imbarcazione sul Tamigi, danneggiando il Palazzo di Westminster, mentre a Buckingham Palace terroristi travestiti da guardie falciano la Cancelliera tedesca con la sua scorta e un'esplosione danneggia l'abbazia di Westminster e uccide il Primo Ministro italiano che la stava visitando con sua moglie. Contemporaneamente due esplosioni fanno crollare il Chelsea Bridge, dove in quel momento si trova il primo ministro giapponese, che annega. Dopo un sanguinoso scontro con le forze governative, il presidente Asher, scortato da Banning, viene portato via a bordo di un veicolo blindato ma viene braccato dai terroristi che sono sulle sue tracce.
Dopo un rocambolesco inseguimento per le vie della capitale, il gruppo viene recuperato dall'elicottero presidenziale, il Marine One. Proprio mentre si apprestano a lasciare la città, i terroristi sui tetti, armati di missili terra-aria Stinger, abbattono l'elicottero presidenziale che precipita in un parco. Allo schianto sopravvivono solo i due protagonisti, il presidente Asher e Banning, grazie al vicepresidente Trumbull e a un agente dell'MI6, Jacqueline "Jax" Marshall, che ospita i due nella sua safe-house (rifugio sicuro) e in seguito aiuta Scotland Yard a coordinare i soccorsi. Si scopre che dietro tutto questo si trovano Aamir Barkawi, signore della guerra yemenita, e il figlio Kamran, responsabili di vari attentati, i quali sono in cerca di vendetta contro i leader occidentali che avevano cercato di ucciderli con dei droni, attacco che ha invece provocato la morte della figlia di Barkawi. Intanto si scopre che alla congiura avevano preso parte anche alcuni funzionari del MI5 e del governo inglese, che avevano avvelenato di proposito il primo ministro Wilson.
Asher viene portato in un edificio in costruzione che viene utilizzato come base operativa dai terroristi; lì, Kamran intende giustiziare Asher in un video trasmesso in tutto il mondo in diretta. Nel frattempo, Banning incontra un commando SAS e attaccano la base terroristica. Di fronte a milioni di persone che guardano da tutto il mondo, Kamran colpisce violentemente Asher mentre recita il giuramento presidenziale. Quando sta per decapitarlo, Banning appare sparando ai terroristi nella stanza e salvando Asher, pochi secondi prima che il SAS faccia esplodere le bombe nell'edificio, che uccide tutti i terroristi. Jax scopre che il traditore è lo stesso capo dell'intelligence dell'MI5, John Lancaster, e lo uccide per legittima difesa mentre cercava di fuggire.
Barkawi cerca di fuggire dalla sua casa nello Yemen, ma viene localizzato nel suo quartier generale da un drone statunitense. Trumbull, che gestisce l'operazione, chiama Barkawi e gli fa sapere cosa sta per fare; il terrorista risponde che la guerra agli statunitensi non avrà mai fine, ma Trumbull gli chiede di guardare fuori dalla finestra e riattacca. Barkawi osserva che il drone ha già lanciato il missile, che distrugge l'edificio uccidendo lui e i terroristi nelle vicinanze.
Dopo aver superato ingenti difficoltà e ucciso i responsabili, il mondo è salvo. Due settimane dopo si vede la nascita della figlia di Mike e il messaggio del vicepresidente Trumbull che afferma che il presidente Asher si riprenderà presto, aggiungendo che nessuno si può mettere contro l'anima di un'intera nazione. Nel frattempo a Londra inizia subito la ricostruzione e Mike, che da tempo cerca di dare le dimissioni, al momento dell'invio della richiesta, cambia idea.

## Produzione
Il budget del film è stato di 60 milioni di dollari.

## Promozione
Il primo trailer del film viene diffuso il 1º luglio 2015.

## Distribuzione
La pellicola è stata distribuita nelle sale cinematografiche britanniche e italiane il 3 marzo 2016 e in quelle statunitensi il 4 marzo.

## Sequel
Nell'ottobre 2016 viene annunciato il sequel del film, Attacco al potere 3 - Angel Has Fallen.